# Ченгето от Бевърли Хилс III
„Ченгето от Бевърли Хилс III“ (на английски: Beverly Hills Cop III) е американска екшън-комедия от 1994 г. с участието на Еди Мърфи и режисьор Джон Ландис, които преди това работят заедно в „Смяна на местата“ и „Пристигане в Америка“.
Ченгето открива, че шефа на охраната на увеселителен парк в Лос Анжелис, е убиец.

## Български дублажи
| Озвучаващи артисти  | Даниела Йорданова Георги Георгиев-Гого Христо Узунов Камен Асенов Васил Бинев |
| Преводач            | Йорданка Василева                                                             |
| Тонрежисьор         | Димитър Кукушев                                                               |
| Режисьор на дублажа | Димитър Кръстев                                                               |

| Озвучаващи артисти  | Ани Василева Симеон Владов Александър Воронов Радослав Рачев Виктор Танев |
| Преводач            | Виолета Георгиева                                                         |
| Тонрежисьор         | Стамен Янев                                                               |
| Режисьор на дублажа | Михаела Минева                                                            |